# Каргилл, Энн
Энн Каргилл, урождённая Браун (англ. Ann Cargill, ок. 1760, Лондон — 12 марта 1784, Силли) — английская оперная певица и актриса. Погибла в кораблекрушении в возрасте 24 лет, возвращаясь из Индии в Англию.

## Биография
Энн Каргилл родилась в Лондоне около 1759 или 1760 года. Её отцом был лондонский торговец углём Эдвард Браун. Театральный дебют Энн Браун состоялся в 1771 году, когда ей было 11 лет: она исполнила партию Титании в опере Томаса Арна «The Fairy Prince» в театре Ковент-Гардена. В Ковент-Гардене она оставалась вплоть до 1780 года, приобретя популярность благодаря своему голосу и актёрскому таланту.
У Энн Браун было множество поклонников, и фривольность её поведения не раз обсуждалась в лондонских газетах. Энн неоднократно пыталась вырваться из-под чересчур строгой опеки отца, не одобрявшего её карьеру актрисы, и в декабре 1775 года совершила первый побег. 5 января 1776 года Morning Post писала о другом её побеге: она скрылась в доме у тёти, а когда отец нашёл её там и попытался увезти в деревню, начала звать на помощь и кричать, что её похищают. Деревенские жители отбили Энн у отца, и после этого она уже не возвращалась к нему.
В 1776 году Энн исполняла ведущие роли в Ковент-Гардене, включая Полли в «Опере нищего». В том же году, накануне одной из постановок, отец попытался перехватить Энн, когда та вместе со своей тётей ехала в театр в экипаже. На крики обеих дам из театра высыпали актёры в сценических костюмах и увели Энн, которая затем с триумфом исполнила партию Полли, несмотря на то, что из-за пережитого волнения упала в обморок, едва оказавшись на сцене.
В последующие годы отец, по всей видимости, больше не пытался вмешиваться в жизнь дочери, и Энн продолжала выступать на сцене. С 1779 по 1780 год она была самой высокооплачиваемой актрисой в мире. В 1780 году, однако же, она нарушила контракт и покинула театр, чтобы выйти замуж в Эдинбурге за мистера Р. Каргилла, молодого выпускника Итона. Вернувшись с ним в Лондон, она продолжила выступать в театре Хеймаркет и в Друри-Лейн. Но 26 сентября 1782 года в Morning Herald появилась заметка о том, что Энн Каргилл снова сбежала, на этот раз в Индию, с неким поклонником. Кем он был, достоверно неизвестно, однако вероятнее всего, что речь шла о некоем мистере Рамбольде: Энн Каргилл сблизилась с ним вскоре после замужества. После того как Рамбольд попал в тюрьму за долги, отец Энн предложил выплатить их с тем, чтобы молодой человек оставил его дочь в покое. В конце концов удалось отослать его в Индию, но, по всей видимости, Рамбольд подговорил Энн бежать вместе с ним. Тем не менее в Индию Энн, вероятно, приехала не с ним, а с кем-то другим, возможно, капитаном корабля. Там она продолжала выступать на сцене, получая огромные гонорары: так, за одно выступление ей было выплачено 12 000 рупий. Кроме того, ей дарили подарки богатые поклонники, и вскоре Энн Каргилл стала обладательницей немалого состояния. Её богатство описывалось современниками как «превосходящее даже самые алчные мечты». Однако ей пришлось покинуть страну, после того как премьер-министр Великобритании, Уильям Питт Младший, заявил, что актриса «не должна осквернять чистые берега Индии».
В декабре 1783 года она отплыла в Англию на судне «Нэнси». 12 марта 1784 года судно потерпело крушение близ островов Силли; вся команда и пассажиры погибли. Английские газеты писали, что тело Энн было найдено на прибрежных скалах и что она держала мёртвого младенца в руках. Впрочем, в других газетах уточнялось, что ребёнок был не её, а в третьих говорилось, что тело Энн обнаружили в каюте капитана. Энн Каргилл была похоронена в церкви на острове Сент-Мэрис. Сохранилось около десяти прижизненных портретов и гравюр с изображениями певицы. Кроме того, со временем возникла легенда о её призраке, блуждающем по острову.
По всей видимости, на «Нэнси» находились драгоценности, принадлежавшие Энн Каргилл, которые пресса той эпохи оценивала в £200 000. В 2008 году ныряльщики обнаружили затонувшее судно, однако, поскольку обломки кораблекрушения были рассеяны на слишком большой территории, драгоценности найдены не были. Вполне возможно, что ещё в 1784 году их нашли и присвоили местные жители.